# Athlon 64 FX
Athlon 64 FX是AMD K8系列中央處理器（CPU）之一，專為追求極限的愛好者而設。該處理器特意不設鎖頻，用家可透過自由改變倍頻來把CPU超頻或降頻。它可在單核心或雙核心處理器的PC上執行，支援x86及AMD64的指令集。在產品特色方面，它設有1MB的L2快取及128位雙通道記憶體控制器。在時脈方面，它的速度介乎2.2至2.8GHz之間。一如其他K8處理器，它擁有800MHz的HyperTransport資料傳輸技術，後期更增至1000MHz。
該處理器共分為兩款插座，分別為Socket 940和Socket 939，前者主要用在伺服器上，後者則供愛好者使用。而型號方面，計有FX-51（2.2 GHz）、FX-53（2.4 GHz）、FX-55（2.6 GHz）、FX-57（2.8 GHz）、FX-60（2.6 GHz）和FX-62（2.8 GHz）。FX-60是AMD Athlon FX系列的首款雙核心處理器，FX-57則是x86平台上性能最強的單核心處理器。

## 型號

### Sledgehammer核心 (130 nm SOI)
- L1缓存：64 + 64 KB（Data + Instructions）
- L2缓存：1024 KB、fullspeed
- MMX、Extended 3DNow!、SSE、SSE2、AMD64
- Socket 940、800 MHz HyperTransport
- Registered DDR-SDRAM required
- 電壓：1.50V
- 推出日期：2003年9月23日
- 時脈：2200 MHz（FX-51）、2400 MHz（FX-53）

### Clawhammer核心（130 nm SOI）
- L1缓存：64 + 64 KB（Data + Instructions）
- L2缓存：1024 KB、fullspeed
- MMX，Extended 3DNow!、SSE、SSE2、AMD64、Cool'n'Quiet
- Socket 939、1000 MHz HyperTransport
- 電壓：1.50 V
- 推出日期：2004年6月1日
- 时钟频率：2400 MHz（FX-53）、2600 MHz（FX-55）

### San Diego核心（90 nm SOI）
- 处理器步进：E4
- 一级缓存：64 + 64 千字节（数据+指令）
- 二级缓存：1024 KB、全速
- MMX、扩展式3DNow!、SSE、SSE2、SSE3、AMD64、Cool'n'Quiet、NX Bit
- Socket 939、1000 MHz HyperTransport
- 核心电压：1.35 V
- 功率需求（TDP）：最大 104 W
- 最初版本：TBA
- 时钟频率：2600 MHz（FX-55）、2800 MHz（FX-57）

### Toledo核心（90 nm SOI）

#### 雙核心處理器
- 处理器步进：E6
- 一级缓存：64 + 64 KB（Data + Instructions），每一核心
- 二级缓存：1024 KB,fullspeed，每一核心
- MMX，扩展式3DNow!、SSE、SSE2、SSE3、AMD64、Cool'n'Quiet、NX Bit
- Socket 939、1000 MHz HyperTransport
- 核心电压：1.30-1.35 V
- 功率需求（TDP）：最大 110 W
- 时钟频率：2600 MHz（FX-60）

### Windsor核心（90 nm SOI）

#### 雙核心處理器
- 处理器步进：F2
- L1 Cache：64 + 64 KB（Data + Instructions），每一核心
- L2 Cache：1024 KB，fullspeed，每一核心
- MMX、SSE、SSE2、SSE3、3DNOW! Professional、AMD64、Cool'n'Quiet、NX Bit、Pacifica
- Socket AM2, 2000 MHz HyperTransport
- 核心电压：1.35 / 1.40 V
- 功率需求（TDP）：最大 125 W
- 时钟频率：2800 MHz (FX-62)